# عايدة الحاج علي
عايدة الحاج علي (بالبوسنوية: Aida Hadžialić) (مواليد 21 يناير 1987) هي سياسية سويدية من حزب العمال الديمقراطي الاجتماعي.
ابتداءً من 3 أكتوبر 2014، شغلت منصب وزيرة التعليم ما قبل الجامعي ورفع الكفاءات في السويد عن حكومة «سين دو جوفرنيمنت لوفين».
استقالت من منصبها بتاريخ 13 أغسطس 2016، بعد فحص على جانب الطريق من قبل الشرطة كشف عن سكرها بمستوى كحول بلغ 0.2 غم لكل لتر من الدم.

## مسيرتها
ولدت عايدة (Aida Hadžialić) عام 1987 في بلدة فوتسا في البوسنة. وفي عام 1992 لجأت مع أسرتها إلى السويد هربًا من الحرب بسبب التطهير العرقي.
فنشأت «عايدة» في هالمستاد ودرست الحقوق في جامعة لوند وبعد تخرجها عينت في نفس الجامعة، وانضمت إلى صفوف الحزب الديمقراطي الاشتراكي، وعيّنت نائبة لرئيس بلدية المدينة التي ترعرت فيها. واشتهرت بنشاطها التربوي والاجتماعي، حيث صنفتها مجلة Veckans Affarer الاقتصادية سنة 2013 في المرتبة العاشرة بين 100 امرأة مميزة المواهب والطاقات.
اختارها رئيس «الحزب الديمقراطي الاشتراكي» ورئيس الوزراء السويدي ستيفان لوفين، وزيرة «للتعليم ما قبل الجامعي ورفع الكفاءات».
عايدة تدين بالدين الإسلامي ومازالت عزباء وتهوى التصوير.
في يوم السبت 13 أغسطس 2016.. قدمت عايدة حاج علي استقالتها من الحكومة بعد أن ضبطتها الشرطة وهي تقود السيارة تحت تأثير الكحول.ووفقا لصحيفة «أفتونبلادت»، فإن عايدة حاج علي وهي وزيرة التعليم الثانوي ورفع الكفاءات في السويد، تقود سيارتها برفقة صديق لها عندما كانت تعود من زيارة من العاصمة الدنماركية كوبنهاغن، متجهة إلى مدينة مالمو القريبة الواقعة في جنوب السويد، الخميس الماضي، حيث ضبطتها الشرطة وهي تقود تحت تأثير الكحول..وقالت الوزيرة في مؤتمر صحافي صباح السبت، إنها لم تكن تتوقع أن تقع تحت تأثير الكحول بعد كأسين من النبيذ في حفلة في كوبنهاغن.
وشددت على أنها قد ارتكبت بالفعل خطأ فادحا، قائلة «مع هذا، فقد ارتكبت أكبر خطأ في حياتي، وهذه هي المرة الأولى التي أقود فيها بحالة سكر» يذكر أن الشرطة قامت بسحب رخصة قيادة الوزيرة بعد ما ثبت لها أن نسبة الكحول في دمها كانت بنسبة 0,2 بروميل، وهي نسبة قليلة، لكن غير مسموح بها في السويد.
وردا على سؤال حول سبب قرارها السريع بتقديم استقالتها، قالت حاج علي إنها شعرت بخيبة أمل واتخذت قرارها بالتشاور مع رئيس الوزراء. وأضافت "أعتقد أنه أمر خطير جدا، وعليّ أن أتحمل المسؤولية عما حدث...